# 神宮寺駅
神宮寺駅（じんぐうじえき）は、秋田県大仙市神宮寺本郷野にある、東日本旅客鉄道（JR東日本）奥羽本線の駅である。

## 歴史
- 1904年（明治37年）8月21日：官設鉄道（のちの日本国有鉄道）の駅として仙北郡神宮寺町に開業[2]。
- 1968年（昭和43年）3月：拡張工事（行き違い設備、有効長延伸）が完成[3]。
- 1978年（昭和53年）9月20日：貨物の取り扱いを廃止[2]。
- 1979年（昭和54年）11月：業務委託化[4]。
- 1985年（昭和60年）3月14日：荷物の扱いを廃止[2]。駅員無配置駅となり[5]、簡易委託化。
- 1987年（昭和62年）4月1日：国鉄分割民営化により、JR東日本の駅となる[2]。
- 2008年（平成20年）
  - 5月20日：駅舎の改築工事を開始。
  - 6月30日：新駅舎が完成[6]。
  - 7月21日：完成記念式典を開催[6]。
- 2024年（令和6年）10月1日：えきねっとQチケのサービスを開始[1][7]。

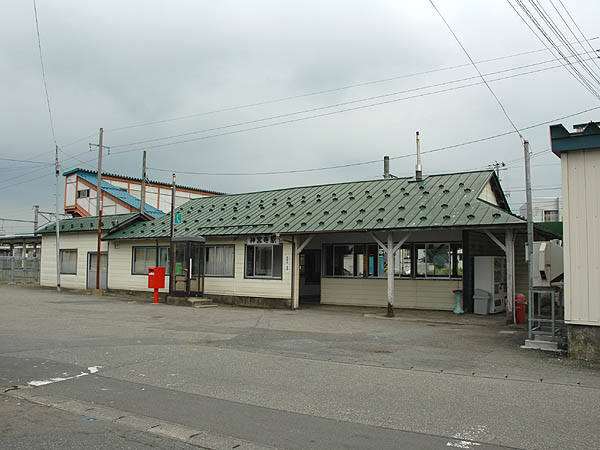
旧駅舎（2005年9月）

## 駅構造
島式ホーム1面2線を有する地上駅である。駅舎側より、標準軌（秋田新幹線下り副本線）と狭軌（本線、1番線）の三線軌条、狭軌（副本線、2番線）、ホームのない標準軌の通過線（秋田新幹線本線）の順に並んでいる。普通列車の行き違いや下り「こまち」の待避が可能となっている。通過線の奥には本線とはつながっていない架線の張ってある線路があり、訓練などに使われる。
大曲駅管理の簡易委託駅（大仙市委託）で、指定券の取り扱いも行う。営業時間外は乗車駅証明書発行機から乗車証明書を取って車内精算する形となる。
2008年（平成20年）に駅舎改築を実施し、大仙市の施設とJR東日本の施設の合築駅舎となった。

### のりば
| 番線 | 路線      | 方向 | 行先           |
| ---- | --------- | ---- | -------------- |
| 1    | ■奥羽本線 | 下り | 秋田方面       |
| 2    | ■奥羽本線 | 上り | 大曲・湯沢方面 |

※両ホームともに両方向の入線・出発に対応しているが、通常は方向別にホームを使い分ける。

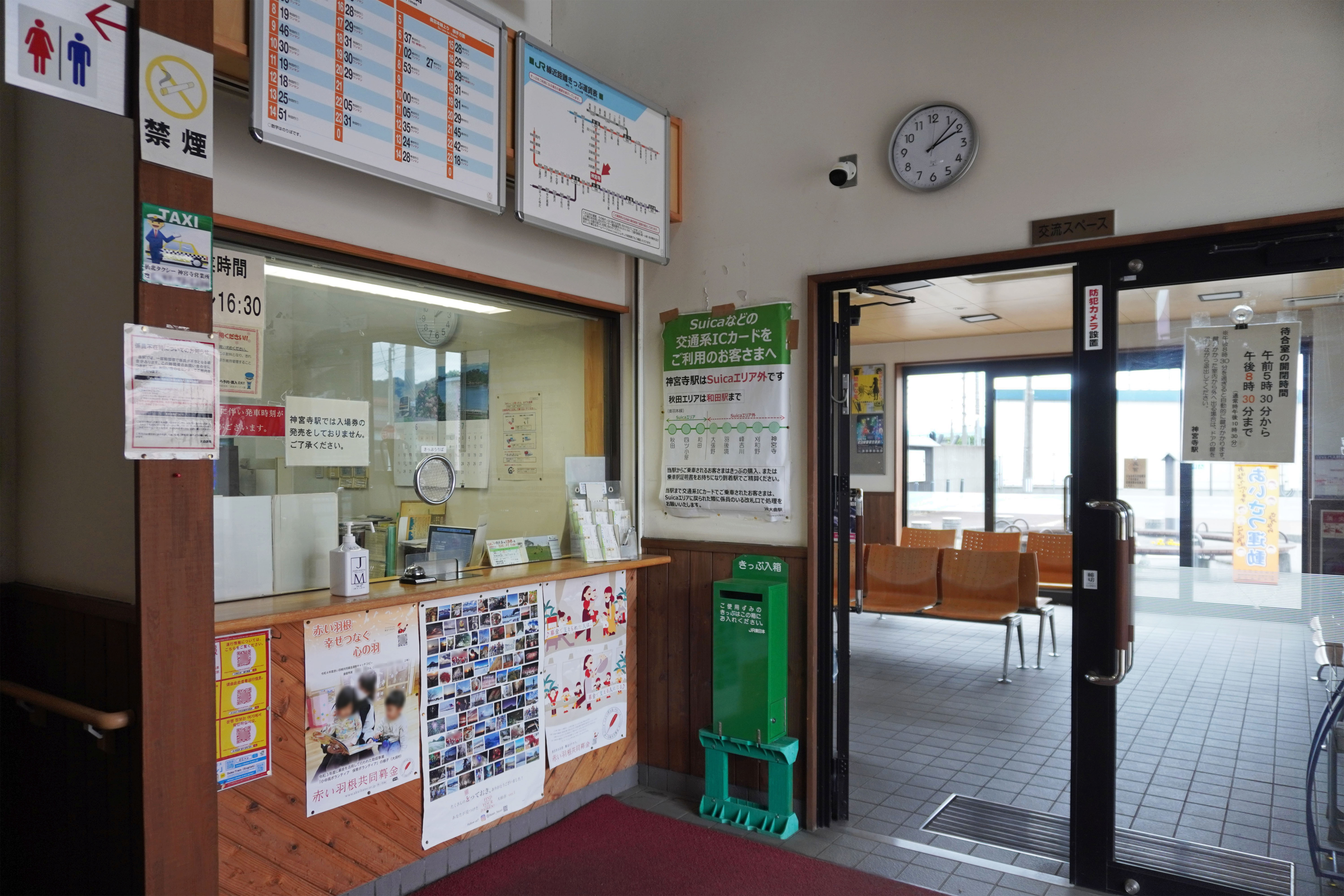
出札窓口と待合室（2024年6月）
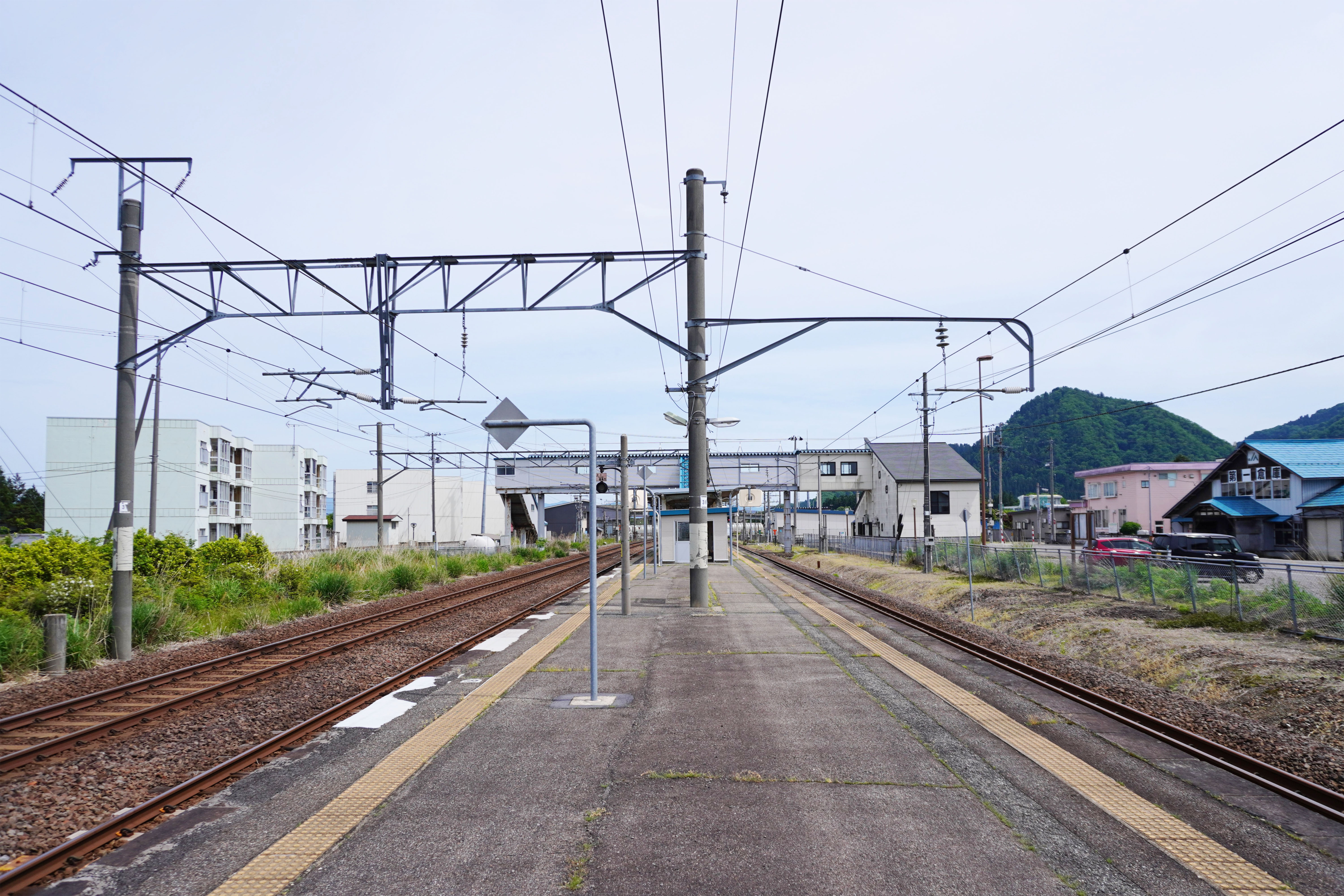
ホーム（2024年5月）

## 利用状況
JR東日本によると、2023年度（令和5年度）の1日平均乗車人員は172人である。
2000年度（平成12年度）以降の推移は以下のとおりである。
| 1日平均乗車人員推移 | 1日平均乗車人員推移 | 1日平均乗車人員推移 | 1日平均乗車人員推移 | 1日平均乗車人員推移 |
| 年度                | 定期外              | 定期                | 合計                | 出典                |
| ------------------- | ------------------- | ------------------- | ------------------- | ------------------- |
| 2000年（平成12年）  |                     |                     | 327                 | [ 利用客数 2 ]      |
| 2001年（平成13年）  |                     |                     | 323                 | [ 利用客数 3 ]      |
| 2002年（平成14年）  |                     |                     | 318                 | [ 利用客数 4 ]      |
| 2003年（平成15年）  |                     |                     | 324                 | [ 利用客数 5 ]      |
| 2004年（平成16年）  |                     |                     | 342                 | [ 利用客数 6 ]      |
| 2005年（平成17年）  |                     |                     | 333                 | [ 利用客数 7 ]      |
| 2006年（平成18年）  |                     |                     | 333                 | [ 利用客数 8 ]      |
| 2007年（平成19年）  |                     |                     | 309                 | [ 利用客数 9 ]      |
| 2008年（平成20年）  |                     |                     | 305                 | [ 利用客数 10 ]     |
| 2009年（平成21年）  |                     |                     | 293                 | [ 利用客数 11 ]     |
| 2010年（平成22年）  |                     |                     | 300                 | [ 利用客数 12 ]     |
| 2011年（平成23年）  |                     |                     | 287                 | [ 利用客数 13 ]     |
| 2012年（平成24年）  | 37                  | 259                 | 297                 | [ 利用客数 14 ]     |
| 2013年（平成25年）  | 36                  | 252                 | 289                 | [ 利用客数 15 ]     |
| 2014年（平成26年）  | 35                  | 213                 | 249                 | [ 利用客数 16 ]     |
| 2015年（平成27年）  | 33                  | 197                 | 230                 | [ 利用客数 17 ]     |
| 2016年（平成28年）  | 31                  | 182                 | 214                 | [ 利用客数 18 ]     |
| 2017年（平成29年）  | 29                  | 186                 | 216                 | [ 利用客数 19 ]     |
| 2018年（平成30年）  | 27                  | 174                 | 202                 | [ 利用客数 20 ]     |
| 2019年（令和元年）  | 27                  | 156                 | 184                 | [ 利用客数 21 ]     |
| 2020年（令和02年）  | 15                  | 144                 | 159                 | [ 利用客数 22 ]     |
| 2021年（令和03年）  | 16                  | 145                 | 162                 | [ 利用客数 23 ]     |
| 2022年（令和04年）  | 20                  | 147                 | 167                 | [ 利用客数 24 ]     |
| 2023年（令和05年）  | 21                  | 150                 | 172                 | [ 利用客数 1 ]      |

## 駅周辺

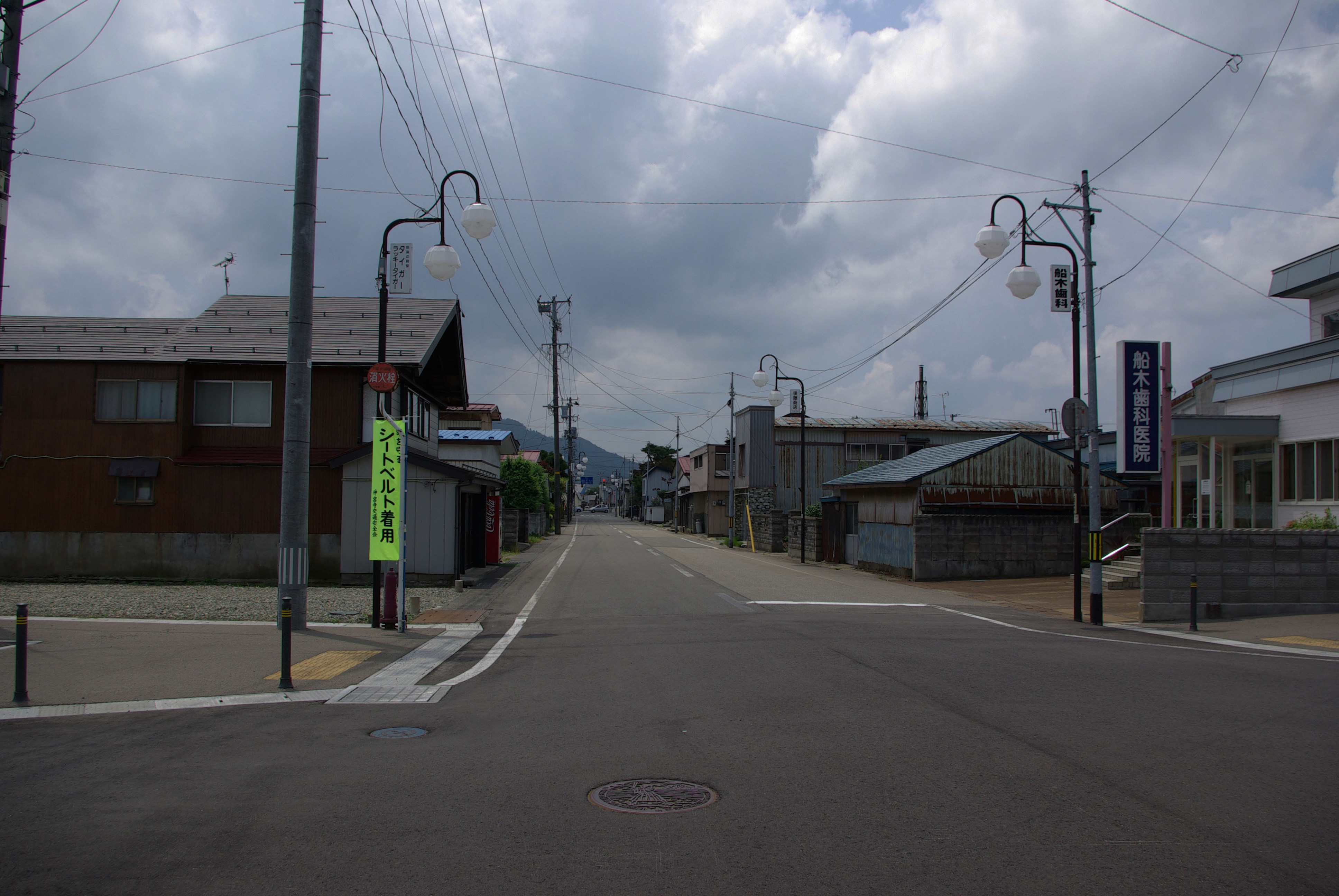
駅前（2009年7月）

- 秋田県道179号神宮寺停車場線
  - 秋田県道30号神岡南外東由利線
  - 秋田県道67号四ツ屋神岡線
    - 国道13号（神宮寺バイパス）
- 大仙市神岡支所
- 神宮寺郵便局
- 神宮寺駅向簡易郵便局
- 大仙警察署神宮寺駐在所
- 大仙市立神岡小学校
- 大仙市立平和中学校
- 東北醤油本社
- マックスバリュ神岡店（イオン東北運営）
- 雄物川

## バス路線
路線バス（羽後交通）のバス停は、駅から徒歩2分の神宮寺駅前角となる。
- 南外線
- 強首線

## 隣の駅
東日本旅客鉄道（JR東日本）
■奥羽本線
□快速
通過
■普通
大曲駅 - 神宮寺駅 - 刈和野駅

### 記事本文
1. 1 2 3 4  「駅の情報（神宮寺駅）：JR東日本」東日本旅客鉄道。2024年8月26日時点のオリジナルよりアーカイブ。2024年9月5日閲覧。
2. 1 2 3 4 5  石野哲（編）『停車場変遷大事典 国鉄・JR編 Ⅱ』（初版）JTB、1998年10月1日、534頁。ISBN 978-4-533-02980-6。
3. ↑  「神宮寺駅の拡張工事進む」『秋田魁新報』1968年3月22日、夕刊、2面。
4. ↑  「奥羽線下湯沢駅と三関駅 あすから民間委託 無人化から“昇格”」『秋田魁新報』秋田魁新報社、1979年11月30日、朝刊、13面。
5. ↑  「通報 ●福知山線石生駅ほか147駅の駅員無配置について（旅客局）」『鉄道公報号外』日本国有鉄道総裁室文書課、1985年3月12日、15-16面。
6. 1 2 3  栗林次美、大仙市議会『平成20年第3回大仙市議会定例会市政報告 (PDF)』（議事録）、2008年9月2日、9頁。2021年8月29日時点のオリジナル (PDF)よりアーカイブ。2021年8月29日閲覧。都市施設との合築駅舎として、
7. ↑  「Suicaエリア外もチケットレスで! 東北エリアから「えきねっとQチケ」がはじまります (PDF)」（プレスリリース）、東日本旅客鉄道、2024年7月11日。2024年8月4日閲覧。
8. 1 2  『鉄道ジャーナル』通巻653号 p.35
9. 1 2  「JR東日本：駅構内図・バリアフリー情報（神宮寺駅）」東日本旅客鉄道。2024年4月29日閲覧。

### 利用状況
1. 1 2  「各駅の乗車人員 2023年度 101位以下（7）| 企業サイト：JR東日本」東日本旅客鉄道。2025年7月17日閲覧。
2. ↑  「JR東日本：各駅の乗車人員（2000年度）」東日本旅客鉄道。2025年7月17日閲覧。
3. ↑  「JR東日本：各駅の乗車人員（2001年度）」東日本旅客鉄道。2025年7月17日閲覧。
4. ↑  「JR東日本：各駅の乗車人員（2002年度）」東日本旅客鉄道。2025年7月17日閲覧。
5. ↑  「JR東日本：各駅の乗車人員（2003年度）」東日本旅客鉄道。2025年7月17日閲覧。
6. ↑  「JR東日本：各駅の乗車人員（2004年度）」東日本旅客鉄道。2025年7月17日閲覧。
7. ↑  「JR東日本：各駅の乗車人員（2005年度）」東日本旅客鉄道。2025年7月17日閲覧。
8. ↑  「JR東日本：各駅の乗車人員（2006年度）」東日本旅客鉄道。2025年7月17日閲覧。
9. ↑  「JR東日本：各駅の乗車人員（2007年度）」東日本旅客鉄道。2025年7月17日閲覧。
10. ↑  「JR東日本：各駅の乗車人員（2008年度）」東日本旅客鉄道。2025年7月17日閲覧。
11. ↑  「JR東日本：各駅の乗車人員（2009年度）」東日本旅客鉄道。2025年7月17日閲覧。
12. ↑  「JR東日本：各駅の乗車人員（2010年度）」東日本旅客鉄道。2025年7月17日閲覧。
13. ↑  「JR東日本：各駅の乗車人員（2011年度）」東日本旅客鉄道。2025年7月17日閲覧。
14. ↑  「JR東日本：各駅の乗車人員（2012年度）」東日本旅客鉄道。2025年7月17日閲覧。
15. ↑  「各駅の乗車人員 2013年度 ベスト100以外（8）：JR東日本」東日本旅客鉄道。2025年7月17日閲覧。
16. ↑  「各駅の乗車人員 2014年度 ベスト100以外（8）：JR東日本」東日本旅客鉄道。2025年7月17日閲覧。
17. ↑  「各駅の乗車人員 2015年度 ベスト100以外（8）：JR東日本」東日本旅客鉄道。2025年7月17日閲覧。
18. ↑  「各駅の乗車人員 2016年度 ベスト100以外（8）：JR東日本」東日本旅客鉄道。2025年7月17日閲覧。
19. ↑  「各駅の乗車人員 2017年度 ベスト100以外（8）：JR東日本」東日本旅客鉄道。2025年7月17日閲覧。
20. ↑  「各駅の乗車人員 2018年度 ベスト100以外（8）：JR東日本」東日本旅客鉄道。2025年7月17日閲覧。
21. ↑  「各駅の乗車人員 2019年度 ベスト100以外（8）：JR東日本」東日本旅客鉄道。2025年7月17日閲覧。
22. ↑  「各駅の乗車人員 2020年度 101位以下（7）| 企業サイト：JR東日本」東日本旅客鉄道。2025年7月17日閲覧。
23. ↑  「各駅の乗車人員 2021年度 101位以下（7）| 企業サイト：JR東日本」東日本旅客鉄道。2025年7月17日閲覧。
24. ↑  「各駅の乗車人員 2022年度 101位以下（7）| 企業サイト：JR東日本」東日本旅客鉄道。2025年7月17日閲覧。